# Rolpissebedden
Rolpissebedden (Armadillidiidae) vormen een familie binnen de orde pissebedden (Isopoda). In tegenstelling tot leden van andere families van pissebedden, kunnen leden van deze familie zich tot een bal oprollen, een vaardigheid die ze delen met de uiterlijk vergelijkbare maar niet-verwante miljoenpoten en andere dieren. De bekendste soort in de familie is Armadillidium vulgare, die inheems is in Europa, van waaruit ze werden geïntroduceerd in Amerika.

## Kenmerken
De bovenzijde van deze dieren is sterk gewelfd en het achterlijf is afgerond. Ze hebben longachtige organen (pseudotrachaea) aan de achterlijfspoten. De jongen hebben een pootpaar minder dan de volwassen dieren.

## Leefwijze en ecologie
Rolpissebedden in de familie Armadillidiidae zijn in staat om hun lichaam te vormen tot een bal, in een proces dat bekend staat als conglobatie. Dit gedrag wordt gedeeld met miljoenpoten (oprollers worden vaak verward met rolpissebedden), gordeldieren en koekoekswespen. Het kan worden veroorzaakt door stimuli zoals trillingen of druk, en is een belangrijke verdediging tegen predatie en het kan de uitdroging van de ademhalingsorganen verminderen.
Het dieet van rolpissebedden bestaat grotendeels uit rottend en/of ontbonden plantaardig materiaal zoals bladeren en in mindere mate houtvezels. Ze eten ook levende planten, vooral in natte omstandigheden, waarbij ze soms bladeren, stengels, scheuten, wortels, knollen en fruit consumeren. Rolpissebedden kunnen een ernstige plaag zijn in bepaalde landbouwsystemen, vooral in gebieden die gevoelig zijn voor zware regenval en overstromingen. Ze kunnen zich voeden met tal van gewassen, waaronder maïs, bonen, pompoen, erwten, meloen, snijbiet, biet, komkommer, aardappel, spinazie, sla en aardbei, met potentieel voor aanzienlijk opbrengstverlies bij met name aardbeien. Van sommige soorten rolpissebedden is bekend dat ze rottend dierlijk vlees of uitwerpselen eten. Ze kunnen ook slangenhuid en dode insecten eten.
Rolpissebedden dragen bij aan hun ecosysteem als afbraakorganismen. Ze zijn in staat om zware metalen zoals koper, zink, lood en cadmium op te nemen en deze te kristalliseren tot bolvormige afzettingen in de middendarm. Op deze manier verwijderen ze tijdelijk veel van de giftige metaalionen uit de bodem, hoewel de giftige metalen bij het afsterven weer in de bodem worden teruggebracht. Ze vormen ook een voedselbron voor vogels, kikkers, spinnen, wespen en duizendpoten.

## In Nederland waargenomen soorten
- Genus: Armadillidium
  - Strandoproller (Armadillidium album)
  - Neusoproller (Armadillidium nasatum)
  - Bosoproller (Armadillidium opacum)
  - Kleuroproller (Armadillidium pictum)
  - Prachtoproller (Armadillidium pulchellum)
  - Gewone oprolpissebed (Armadillidium vulgare)
- Genus: Eluma
  - Paarse oproller (Eluma caelatum)

## Classificatie
De familie Armadillidiidae onderscheidt zich van andere families van pissebedden doordat het flagellum van de antennes uit twee segmenten bestaat, door de vorm van de uropoden, en door het vermogen om in een bal te rollen.
Binnen de familie Armadillidiidae worden momenteel 15 geslachten erkend:
- Alloschizidium Verhoeff, 1919 (13 soorten)
- Armadillidium Brandt, 1831 (189 soorten)
- Ballodillium Vandel, 1961 (monotypisch)
- Cristarmadillidium Arcangeli, 1936 (4 soorten)
- Cyphodillidium Verhoeff, 1939 (monotypisch)
- Echinarmadillidium Verhoeff, 1901 (3 soorten)
- Eleoniscus Racovitza, 1907 (monotypisch)
- Eluma Budde-Lund, 1885 (3 soorten)
- Paraschizidium Verhoeff, 1919 (5 soorten)
- Paxodillidium Schmalfuss, 1985 (monotypisch)
- Platanosphaera Strouhal, 1956 (6 soorten)
- Schizidium Verhoeff, 1901 (26 soorten)
- Trichodillidium Schmalfuss, 1989 (3 soorten)
- Troglarmadillidium Verhoeff, 1900 (8 soorten)
- Trogleluma Vandel, 1946 (2 soorten)
- Typhlarmadillidium Verhoeff, 1900 (4 soorten)